# Fédération de Bulgarie de football
Pour les articles homonymes, voir BFU.
La Fédération de Bulgarie de football (Bǎlgarski Futbolen Sǎjuz (bg), Bulgarian Football Union (en) BFU) est une association regroupant les clubs de football de Bulgarie et organisant les compétitions nationales et les matchs internationaux de la sélection de Bulgarie.
La fédération nationale de Bulgarie est fondée en 1923. Elle est affiliée à la FIFA depuis 1924 et est membre de l'UEFA depuis sa création en 1954.

## Histoire
Le football est introduit en Bulgarie en 1894 dans les cours d'école. Ces jeunes pratiquants fondent les premiers clubs dès les toutes premières années du XXe siècle. Citons ici le collège français de Plovdiv qui engendre un club en 1902. La première rencontre internationale se tient le 6 décembre 1915 ; elle met aux prises le club bulgare de Titscha Varna aux militaires allemands d'un régiment de Poméranie. Des premiers championnats locaux se mettent en place dans la foulée malgré la Première Guerre mondiale. La nécessité de fédérer les différents championnats entraîne la fondation de la fédération en 1923.